# Perú en los Juegos Parapanamericanos de 2023
Perú fue uno de los países que participaron en los Juegos Parapanamericanos de 2023 en la ciudad de Santiago, Chile. La delegación peruana estuvo compuesta por 89 deportistas que compitieron en 15 disciplinas deportivas. Los abanderados en la ceremonia de apertura fueron Pilar Jáuregui y Carlos Felipa. Perú obtuvo 34 medallas (6 de oro, 9 de plata y 19 de bronce).

## Medallistas
| Medalla           | Atleta / Equipo                                      | Deporte                 | Evento                             | Fecha           |
| ----------------- | ---------------------------------------------------- | ----------------------- | ---------------------------------- | --------------- |
| Medalla de oro    | Daniela Campos                                       | Para Tiro con Arco      | Recurvo Open                       | 22 de noviembre |
| Medalla de oro    | Leonor Espinoza                                      | Para Taekwondo          | -47kg                              | 23 de noviembre |
| Medalla de oro    | Pilar Jauregui Cancino Jaquelin Karina Burgos Javier | Para Bádminton          | WH1 - WH2 Dobles Femenino          | 24 de noviembre |
| Medalla de oro    | Pilar Jauregui Cancino                               | Para Bádminton          | WH2 Individual                     | 26 de noviembre |
| Medalla de oro    | Carmen Poveda                                        | Para Bádminton          | SH6 Individual                     | 26 de noviembre |
| Medalla de oro    | Pedro Pablo De Vinatea Estrada                       | Para Bádminton          | SL3 Individual                     | 26 de noviembre |
| Medalla de plata  | Milagros Palomino                                    | Para Tiro deportivo     | R3-10m Rifle de Aire Tendido SH1   | 18 de noviembre |
| Medalla de plata  | Jorge Arcela                                         | Para Tiro deportivo     | R1/R2 10m Rifle de Aire de Pie SH1 | 20 de noviembre |
| Medalla de plata  | Rosbil Guillen                                       | Para Atletismo          | 5000 m T11                         | 21 de noviembre |
| Medalla de plata  | Jesús Castillo                                       | Para Atletismo          | 200 m T64                          | 22 de noviembre |
| Medalla de plata  | Rosbil Guillen                                       | Para Atletismo          | 1500 m T11                         | 22 de noviembre |
| Medalla de plata  | Diana Rojas Golac                                    | Para Bádminton          | SU5 Individual                     | 24 de noviembre |
| Medalla de plata  | Niurka Callupe Dean Acosta                           | Boccia                  | Parejas Mixtas BC3                 | 25 de noviembre |
| Medalla de plata  | Carmen Povera Nilton Quispe                          | Para Bádminton          | SH6 Dobles Mixto                   | 25 de noviembre |
| Medalla de plata  | Pilar Jauregui Cancino                               | Para Bádminton          | WH2 Individual                     | 26 de noviembre |
| Medalla de bronce | Niel Carcia Trelles                                  | Para Powerlifting       | -59kg                              | 18 de noviembre |
| Medalla de bronce | Jorge Arcela                                         | Tiro deportivo adaptado | R3-10m Rifle de Aire Tendido SH1   | 18 de noviembre |
| Medalla de bronce | Rodrigo Santillana                                   | Para Natación           | 100 m libre - S2                   | 20 de noviembre |
| Medalla de bronce | Milagros Palominos                                   | Tiro deportivo adaptado | R1/R2 10m Rifle de Aire de Pie SH1 | 20 de noviembre |
| Medalla de bronce | Rodrigo Santillana                                   | Para Natación           | 200 m libre - S2                   | 21 de noviembre |
| Medalla de bronce | José Silva                                           | Para Natación           | 50 m espalda - S3                  | 21 de noviembre |
| Medalla de bronce | Niurka Callupe                                       | Boccia                  | Individual Femenino BC3            | 22 de noviembre |
| Medalla de bronce | Kenny Anderson Pacheco                               | Para Atletismo          | Lanzamiento de disco F5            | 23 de noviembre |
| Medalla de bronce | Carlos Enrique Felipa                                | Para Atletismo          | Impulsión de bala F63              | 23 de noviembre |
| Medalla de bronce | Rubi Fernandez Hector Salva                          | Para Bádminton          | SH6 Dobles Mixto                   | 24 de noviembre |
| Medalla de bronce | Rodrigo Santillana                                   | Para Natación           | 100 m espalda - S2                 | 24 de noviembre |
| Medalla de bronce | Fernando Vilchagua Roberth Fajardo                   | Para Bádminton          | WH1-WH2 Dobles Masculino           | 25 de noviembre |
| Medalla de bronce | Kelly Edith Ari Escalante                            | Para Bádminton          | SU5 Individual                     | 25 de noviembre |
| Medalla de bronce | Gerson Jair Vargas Lostaunau                         | Para Bádminton          | SL3 Individual                     | 26 de noviembre |
| Medalla de bronce | Jaiyo Yamir Aranguri Castañeda                       | Para Bádminton          | SU5 Individual                     | 26 de noviembre |
| Medalla de bronce | Nilton Quispe                                        | Para Bádminton          | SH6 Individual                     | 26 de noviembre |
| Medalla de bronce | Silvia Denith Silva Arizapana                        | Para Bádminton          | WH2 Individual                     | 26 de noviembre |
| Medalla de bronce | Rubi Fernandez                                       | Para Bádminton          | SH6 Individual                     | 26 de noviembre |
| Medalla de bronce | Jenny Ventocilla Renzo Bances                        | Para Bádminton          | SL3 - SU5 Dobles Mixto             | 26 de noviembre |